# Bumblebeee
Singles de Kasabian
eez-eh
(2014) bow
(2014)
Pistes de 48:13
(shiva)
(1) stevie
(3)
bumblebeee est le deuxième single du cinquième album studio du groupe de rock britannique Kasabian publié le 3 août 2014. Il n'entre pas dans le classement britannique des ventes de singles.

## Liste des chansons
Toute la musique est composée par Sergio Pizzorno.
| No | Titre     | Durée |
| -- | --------- | ----- |
| 1. | bumblebee | 4:01  |
| 2. | gelfling  | 3:15  |